# John P. McConnell
John P. McConnell är en amerikansk företagsledare som är styrelseordförande för det multinationella verkstadsföretaget Worthington Industries. Han har tidigare varit vice styrelseordförande och VD för företaget. McConnell är också majoritetsägare för ishockeyorganisationen Columbus Blue Jackets i National Hockey League (NHL).
Den amerikanska ekonomitidskriften Forbes rankade McConnell till att vara världens 2 565:e rikaste med en förmögenhet på 1,1 miljarder amerikanska dollar för den 16 april 2021.
Han studerade vid University of Louisville.
Han är son till John H. McConnell.